# Diastylis hammoniae
Diastylis hammoniae är en kräftdjursart som beskrevs av John Todd Zimmer 1902. Diastylis hammoniae ingår i släktet Diastylis och familjen Diastylidae. Inga underarter finns listade i Catalogue of Life.